# استقرار بيئي

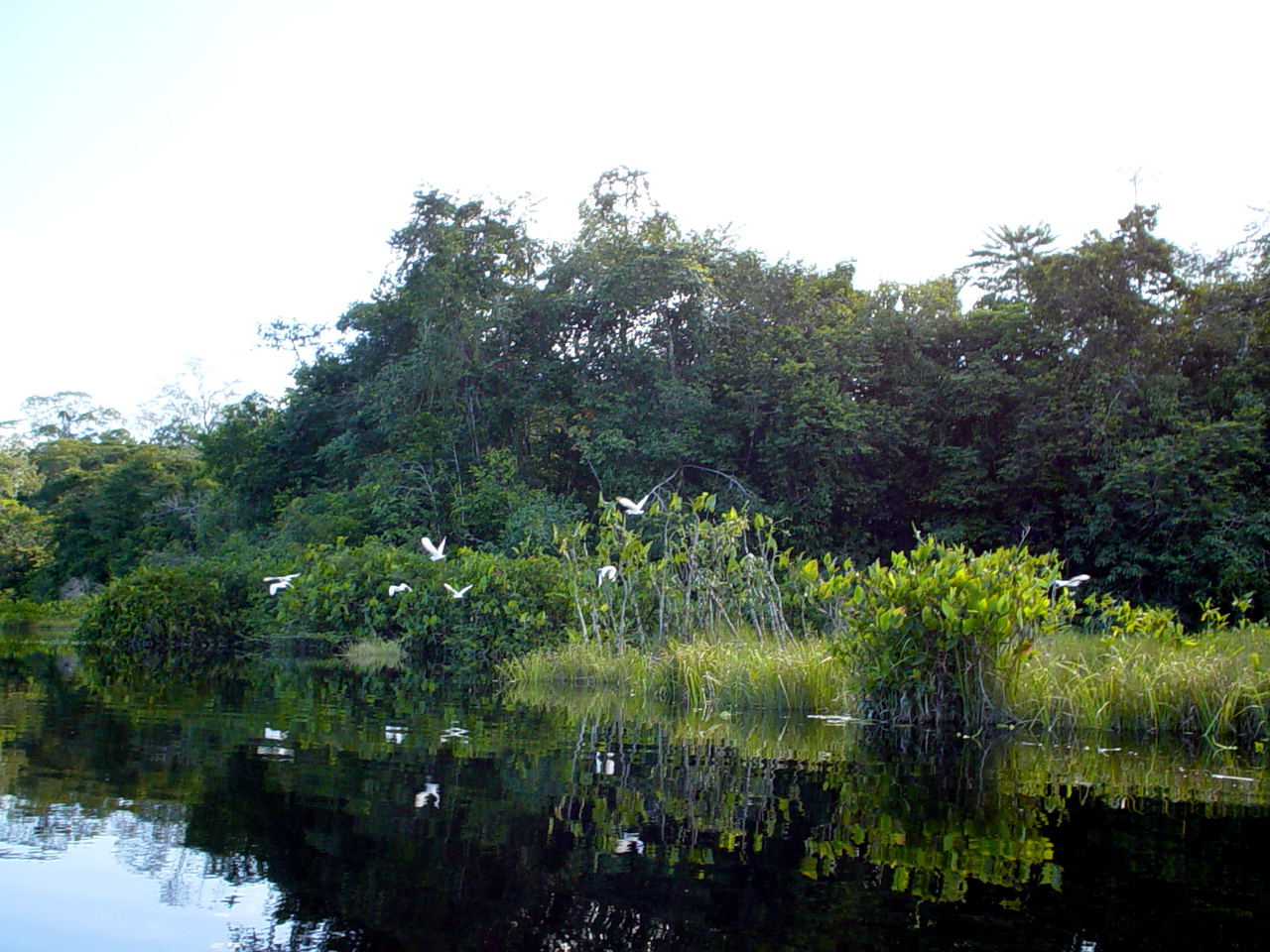

يقال عن النظام البيئي إنه مستقر بيئيًا (أو متوازنًا) إذا كان قادرًا على العودة إلى حالة التوازن بعد حدوث خلل فيه (صفة تعرف بالمرونة) أو في حال لم يطرأ على خصائصه تغيرات مفاجأة عبر الزمن. على الرغم من استخدام المصطلحين استقرار المجتمع والاستقرار البيئي بنفس المعنى أحيانًا، يشير استقرار المجتمع إلى خصائص المجتمعات فقط. من الممكن أن يكون النظام البيئي أو المجتمع مستقراً في بعض خصائصه وغير مستقر في بعضها الآخر. على سبيل المثال، قد تحافظ مجموعة النباتات استجابةً للجفاف، على الكتلة البيولوجية ولكنها تفقد التنوع البيولوجي.
تكثر النظم البيئية المستقرة في الطبيعة، وقد وثقها الأدبيات العلمية بشكل كبير. تصف الدراسات العلمية بشكل رئيسي مجموعات نباتات المراعي والمجموعات الميكروبية. ومع ذلك، من الجدير بالذكر أنه، لا تكون جميع المجموعات أو النظم البيئية في الطبيعة مستقرة. يلعب الضجيج دورًا مهمًا أيضًا في الأنظمة البيولوجية، وفي بعض السيناريوهات، يمكنه تحديد دينامياتها الزمنية بالكامل.
ظهر مفهوم الاستقرار البيئي في النصف الأول من القرن العشرين. مع تقدم علم البيئة النظري في السبعينيات، اتسع استخدام المصطلح إلى مجموعة متنوعة من السياقات. وأدى الإفراط في استخدام المصطلح إلى نشوء جدل بخصوص تعريفه وتطبيقه.
في عام 1997 جرد غريم وويسل 167 تعريفًا مُستخدمًا في الأدبيات ووجدوا 70 مفهومًا مختلفًا للاستقرار. إحدى الاستراتيجيات التي اقترحها هذان المؤلفان لتوضيح الموضوع هي استبدال الاستقرار البيئي بمصطلحات أكثر تحديدًا، مثل الثبات والمرونة والاستمرارية. عند إضافة معنى لنوع محدد من الاستقرار أو وصفه بشكل كامل، يجب بحثه بشكل أوثق. وبخلاف ذلك، ستكون البيانات التي تم الإدلاء بها بشأن الاستقرار ضعيفة أو معدومة الموثوقية لأنها لن توفر معلومات تدعم الادعاء. باتباع هذه الاستراتيجية، يمكن وصف النظام البيئي الذي يتأرجح دوريًا حول نقطة ثابتة، مثل ذلك التي حددته معادلات المفترس والفريسة، بأنه مستمر ومرن، ولكنه ليس ثابتًا. ومع ذلك، يرى بعض المؤلفين أن هناك سببًا جيدًا وراء كثرة التعريفات، لأنه يعكس التنوع الكبير في الأنظمة الحقيقية والحسابية.

## تحليل الاستقرار
عندما يتم التعامل مع كثرة الأنواع في النظام البيئي من خلال مجموعة من المعادلات التفاضلية، فمن الممكن اختبار الاستقرار من خلال جعل النظام خطيًا عند نقطة التوازن. طور روبرت ماي تحليل الاستقرار هذا في السبعينيات والذي يستخدم المصفوفة الجاكوبية.

## الأنواع
على الرغم من أن خصائص أي نظام إيكولوجي عرضة للتغيرات، خلال فترة زمنية محددة، يبقى بعضها ثابتًا ويتأرجح، ويصل إلى نقطة ثابتة أو يقدم نوعًا آخر من السلوك الذي يمكن وصفه بأنه مستقر. يمكن تصنيف هذا العدد الكبير من الاتجاهات بأنه أنواع مختلفة من الاستقرار البيئي.

### الاستقرار الديناميكي
يشير الاستقرار الديناميكي إلى الاستقرار عبر الزمن.

#### نقاط ثابتة ومستقرة ومؤقتة ودورية
النقطة المستقرة هي أنه يتم تقليص الاضطراب الصغير في النظام ويعود النظام إلى النقطة الأصلية. من ناحية أخرى، في حال تضخم الاضطراب الصغير، فإن النقطة الثابتة تعتبر غير مستقرة.

#### الاستقرار المحلي والعالمي
يشير الاستقرار المحلي إلى أن النظام مستقر بسبب الاضطرابات الصغيرة قصيرة الأمد، بينما يشير الاستقرار العالمي إلى وجود نظام شديد المقاومة للتغيير في ثراء الأنواع و / أو ديناميكيات الشبكة الغذائية.

#### الثبات
تستخدم دراسات رصدية للنظم البيئية الثبات لوصف الأنظمة الحية التي يمكنها أن تبقى كما هي بدون تغيير.